# Pseudiastata floridana
Pseudiastata floridana är en tvåvingeart som beskrevs av David Grimaldi 1993. Pseudiastata floridana ingår i släktet Pseudiastata och familjen daggflugor.
Artens utbredningsområde är Florida. Inga underarter finns listade i Catalogue of Life.